# Limonium narbonense
Espèce
Classification phylogénétique
Synonymes
- Limonium angustifolium (Tausch) Turrill[1]
- Limonium mareoticum El Garf[1]
- Limonium serotinum (Rchb.) Pignatti[1]
- Statice serotina Rchb.[1]

Limonium narbonense, qui a pour nom commun Limonium de Narbonne, Statice de Narbonne ou Saladelle de Narbonne, est une espèce de plante de la famille des Plumbaginaceae et du genre Limonium.

## Description
Limonium narbonense est une plante herbacée vivace qui atteint une hauteur de 30 à 70 centimètres. Les feuilles mesurent de 12 à 30 cm de long, sont lancéolées-spatulées, longuement rétrécies et généralement pointues. Le nerf principal est fort, les nerfs pennés sont faibles. L'inflorescence est grande et sans ailes. Ses branches sont lâchement dressées et souvent recourbées vers l'arrière. Les nœuds stériles sont rares ou absents. Le calice mesure de 5 à 7 mm et est coloré de blanc à violet pâle. Il y a d'autres très petites dents entre les 5 dents triangulaires du calice.
Les feuilles et la tige sont collantes au toucher car elles sont recouvertes de cellules sécrétoires qui libèrent vers l'extérieur l'excès de sels absorbés par la plante, une spécialisation physiologique raffinée qui lui permet de survivre à de fortes concentrations de chlorures toxiques.
La période de floraison s'étend de juillet à octobre.

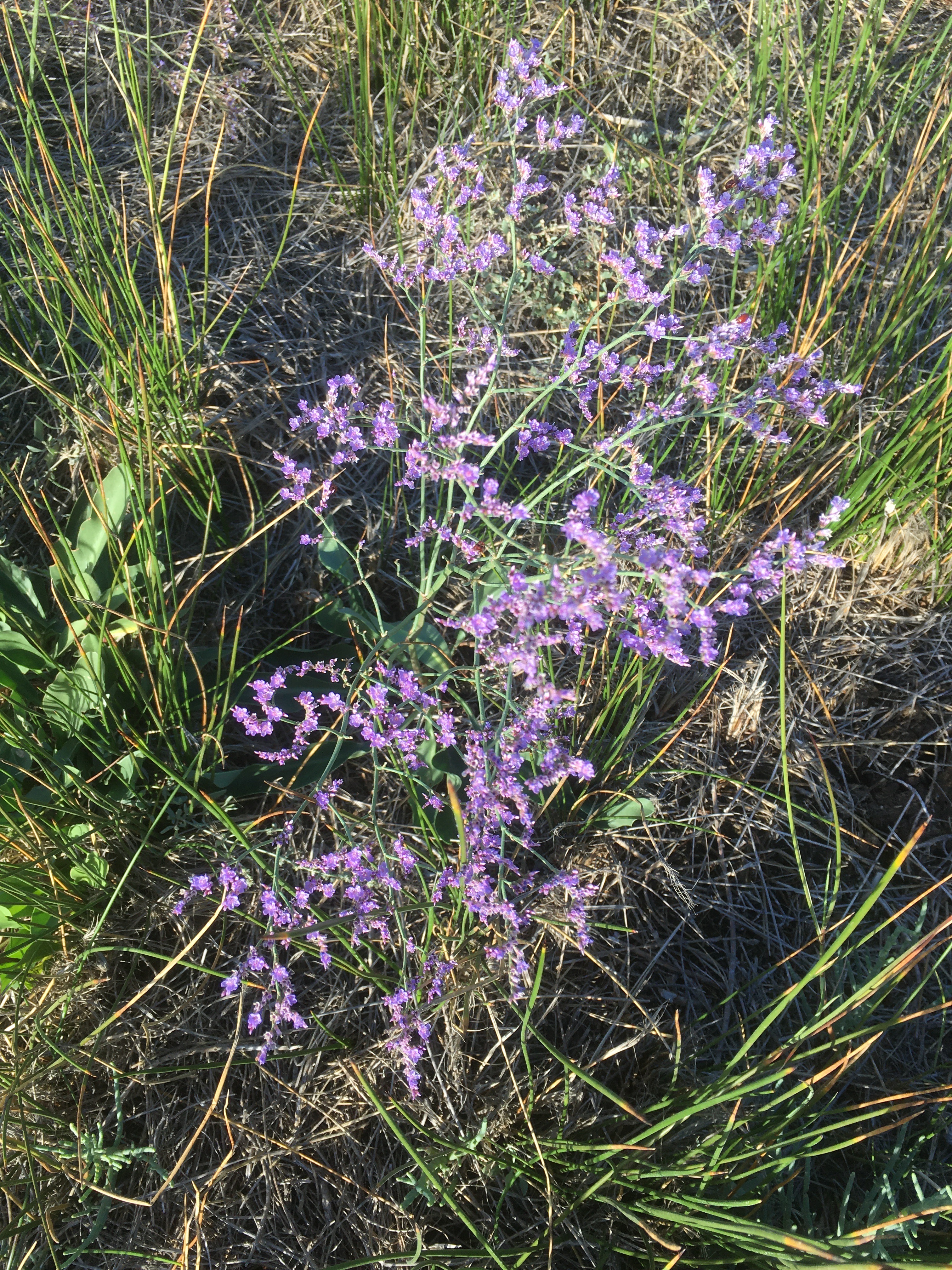
Saladelle de Narbonne

Le nombre de chromosomes est 2n = 36, 54 ou 72.

## Répartition

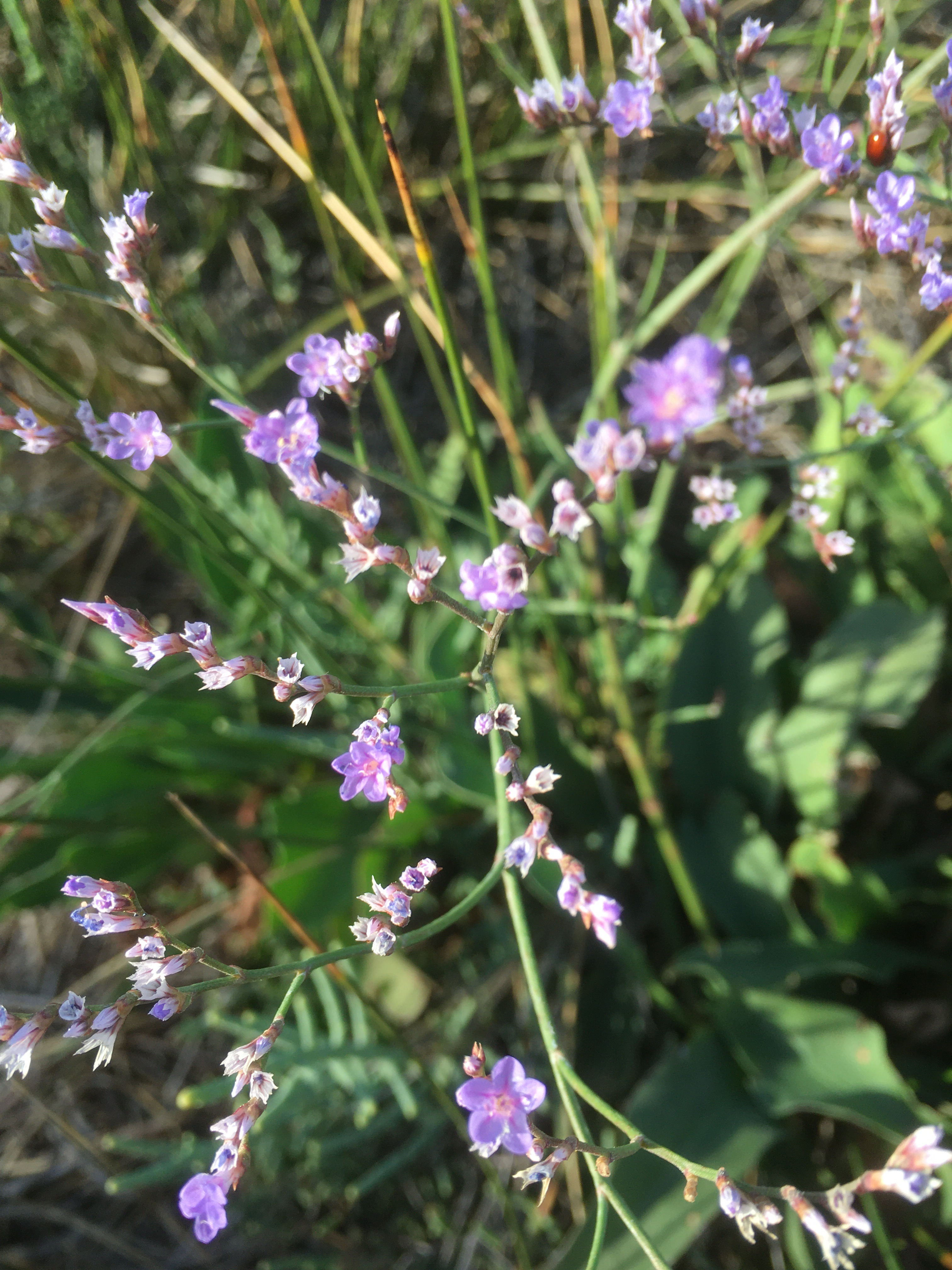
Limonium narbonense

L'espèce est présente en Europe du Sud, en Afrique du Nord et en Asie du Sud-Ouest. Elle est une plante de l'habitat côtier méditerranéen comme les plages, les marais salants et les prairies côtières, et d'autres habitats salins sablonneux.

## Parasitologie
La fruit a pour parasites Coleophora millierella et Coleophora limoniella. La feuille a pour parasites Agdistis intermedia, Lobesia limoniana (nl), Phloeospora jaapiana (sv), Malacosoma laurae, Casilda consecraria, Agdistis paralia, Agdistis meridionalis, Erysiphe limonii, Uromyces limonii, Staticobium limonii (sv). La racine a pour parasite Pyropteron umbrifera (en).